# Acalolepta fruhstorferi
Acalolepta fruhstorferi là một loài bọ cánh cứng trong họ Cerambycidae.